# Lucien Noullez
Lucien Noullez, né à Etterbeek le 13 mai 1957, et décédé Anderlecht le 9 août 2023 est un poète, diariste, critique littéraire belge. 

## Biographie
Né dans un milieu qui aime la musique et la chanson, Lucien Noullez, tout naturellement, passe beaucoup de temps au concert, écrit sur la musique et en nourrit ses poèmes. 
Professeur de religion, il a aussi été chroniqueur à La Libre Belgique, et critique littéraire au Journal des poètes, à Indications, Marginales, La Cité, La Revue Nouvelle, La Revue générale, à Recours au poème.
Plusieurs récompenses consacrent son travail poétique : prix Casterman, prix Polak de l'  Académie royale de langue et de littérature françaises de Belgique, prix Robert-Goffin, prix Maurice et Gisèle Gauchez-Philippot.

Il obtient également, en 1997, le prix Maurice Carême.
Il a été président de la Maison internationale de poésie Arthur Haulot.

## Œuvres
(août 2024).

### Poésie
- Simples chercheurs, Bruxelles, Éditions du Pairy, 1985, 90 p., BRB : V 9.817 A
- Conjugaison de l'atelier, Bruxelles, Éditions du Pairy, 1989, 34 p. (ISBN 2-87022-052-9)

Prix Casterman 1989
- Buisson, le visiteur  (ill. Dominique Descamps), Bruxelles, Éditions du Pairy, 1989, 53 p., BRB : V 19.567 A

Prix Émile-Polak de l'Académie royale de langue et de littérature françaises de Belgique 1991
- Douze fusils, Soumagne, Belgique, Éditions Tétras Lyre, 1992, 16 p.
- Penouël, poèmes,Lausanne, Suisse, Éditions L’Âge d’Homme, 1993, 83 p.  (ISBN 2-8251-0315-2)

Prix de la biennale R. Goffin 1992
- La Veillée d'armes, Lausanne, Suisse, Éditions L’Âge d’Homme, coll. « Contemporains », 1996, 101 p.  (ISBN 2-8251-0587-2)

Prix Hubert Krains
- Comme un pommier, poèmes, Lausanne, Suisse, Éditions L’Âge d’Homme, coll. « Contemporains », 1997, 107 p.  (ISBN 2-8251-1034-5)
- Plus grand monde sur les gradins, Soumagne, Belgique, Éditions Tétras Lyre, 1999, p.
- Traces et ferment : un dialogue à bible ouverte, avec Colette Nys-Mazure, Amay, Belgique, Maison de la poésie, coll. L’Arbre à Paroles, 1998, 52 p.  (ISBN 2-87406-032-1)
- Des petits chiens selon saint Marc, Amay, Belgique, Maison de la Poésie, coll. l’Arbre à Paroles n°439, 1999, 16 p.  (ISBN 2-87406-064-X)
- Adieux, avec Marc Dugardin, Bruxelles, Belgique, Éditions de l’ours, 2000, 24 p., BRB : BRO 2000 3.558
- L’Ouïe fine et autres poèmes. Illustrations de Matthieu Miller. Echternach : Éditions PHI ; Québec : Écrits des forges, coll. Graphiti, n°39, 2001, 125 p., 17 cm -  (ISBN 2-87962-132-1).
- Poezii : selecţia poeziilor şi traducerea din limba franceză de Dumitru Scorţanu şi Pertruţa Spânu. Iasi : editura Fides, coll. Eidos, 2002, n°24, 223 p., 16,5x12 cm.
- Escarpe et contrescarpe: poèmes, ill. de Dominique Descamps, Esch/Alzette : Éditions PHI ; Trois-rivières : Écrits des forges, coll. "Graphiti", n°49, 2003, 120 p.  (ISBN 2-87962-161-5)

Prix Maurice et Gisèle Gauchez-Philippot 2005
- Pointillés, avec Virginie de Lutis (photos), Lille-Wazemmes, France, Éditions Nuit myrtide, 2004, 47 p.  (ISBN 2-913192-36-X)
- Un crayon pour des acrobates, poèmes, Lausanne, Suisse, Éditions L’Âge d’Homme, 2006, 82 p.  (ISBN 2-8251-3649-2)
- Autre chose qu'un bouclier, ill. de Christian Otte, Soumagne, Belgique, ÉditionsTétras Lyre, 2009, 24 p.,  (ISBN 978-2-93049-496-8)
- Impasse des matelots, poèmes, Lausanne, Suisse, Éditions L’Âge d’Homme, coll. « La petite Belgique », 2010, 93 p.  (ISBN 978-2-8251-4022-2)
- Sur un cahier perdu, poèmes, Lausanne, Suisse, Éditions L'Âge d'Homme, coll. « La petite Belgique », 2013, 80 p.  (ISBN 978-2-8251-4372-8)
- Les travaux de la nuit : poèmes, Bruxelles, éditions du Pairy, 2018, 81 p. [pas d'ISBN].
- Contrepoints : poèmes. [Clichy] : Éditions de Corlevour, coll. Revue Achille, 2023, 78 p., 20 cm –  (ISBN 978-2-372-09112-1).
- Douze coffrets studieux : poèmes inédits. In : Claude Debussy. Études. Elodie Vignon (Piano). Clara Inglese récitante. Enregistrement les 31 juillet, 1er et 2 août 2017 à la salle Colonne (Paris). [Commentaire de Lucien Noullez]. Cypres Records, 2018. Total Time 63’18.
- Tout peut commencer à trembler : poèmes.  [Clichy] : Éditions de Corlevour, coll. Revue Nunc, 2023, 96 p., 19 cm –  (ISBN 978-2-37209-074-2).

### Roman
- L’Érable au cœur, récit, Lausanne, Suisse, Éditions L’Âge d’Homme, coll. « La petite Belgique », 2009, 176 p.   (ISBN 978-2-8251-3919-6) (ISBN 978-2-8251-3919-6)[4]
- Нуλλі, Λюсьієн / Noullez, Lucien. Кλен у серці / L’Érable au cœur. Пер. з Φр. Є. Кононенко. Київ : Δυх і λітерα ; Lausanne : L’Âge d’homme, coll. La petite Belgique, n°2, (dec.) 2015, 192 c., 21 cm –  (ISBN 978-9-663-78390-1).

### Journal
- Une vie sous la langue : journal 2001-2002, Lausanne, Suisse, Éditions L’Âge d’Homme, 2009  (ISBN 978-2-8251-3920-2)
- Des équipages inaccomplis : journal 2003-2004, Lausanne, Suisse, Éditions L’Âge d’Homme, 2013, 202 p.  (ISBN 978-2-8251-4312-4)
- Caresser les jours : journal 2005-2006. Préface de Christian Schoenaers. Entretien de l’auteur avec Jean-François Grégoire. Bruxelles : Éditions du Pairy, 2015, 243 p., 21 cm [pas d’ISBN]
- Le Miracle vient de partout (journal 2007-2008). Bruxelles : Éditions du Pairy, 2023, 138 p., 21 cm [pas d’ISBN]